# El cor de la ciutat
El cor de la ciutat va ser una telenovel·la produïda i emesa per Televisió de Catalunya, situada al barri de Sant Andreu de Barcelona. L'emissió va iniciar-se l'11 de setembre de 2000 amb un capítol especial a la nit i el seu desenllaç es va emetre el dimecres 23 de desembre del 2009.
La sèrie explicava el dia a dia dels veïns d'un barri de Barcelona, amb històries quotidianes identificables en qualsevol indret de la societat catalana.
Es van emetre nou temporades completes i una desena de tres mesos, superant la xifra dels 1.900 capítols, la qual cosa la converteix en la sèrie més llarga de la història de TVC. També ha estat la més vista, arribant a puntes de 800.000 espectadors (gairebé el 50% de la quota de pantalla a Catalunya) i superant el milió d'espectadors en els seus capítols especials de final de temporada, de major durada que l'habitual, i que anaven seguits d'una gala anomenada La nit del cor.
Els interiors eren gravats al centre de producció que TVC té a l'Hospitalet de Llobregat (Barcelonès).
Els exteriors eren gravats a Sant Andreu del Palomar (Barcelonès), excepte en la sisena temporada on els exteriors eren gravats al barri de Sants.
Les músiques d'inici i final, així com les que ambienten la sèrie van ser compostes per Albert Guinovart.

## Trama
Degut a la seva llargada, la trama de la sèrie ha estat canviant constantment. Normalment s'aposta perquè les línies argumentals es tanquin la mateixa temporada, però les seves conseqüències en poden fer allargar d'altres entre temporades.

### Primera temporada (2000-01)
La sèrie comença quan la Clara Bosch surt de la presó a causa del tràfic de drogues, quan algú la va denunciar anys abans. Quan queda lliure, només té una preocupació: recuperar el temps perdut amb la Núria, la seva filla. La Núria viu amb el seu pare, en Jordi Vidal, que està casat amb la Carme, la germana de la Clara. La Carme vol mantenir la Clara lluny de la Núria.
A mesura que passen els episodis, es van presentant els diversos personatges del barri de Sant Andreu:
Els Peris: El Pere Peris i la Cinta Noguera, un matrimoni que porten el Bar Peris. Tenen dos fills: la Laura, que està a punt de casar-se però ho cancel·la quan descobreix que s'ha contagiat de la Sida d'una antiga relació i el David, un noi problemàtic que comença a freqüentar males companyies.
La família Borràs: formada per la Montse, que treballa a la perruqueria. La Montse és separada i viu amb la seva mare, la Teresa, i els seus fills: el Narcís i l'Ivan. Porta una relació d'amagat amb el Jordi, fins que coneix el Huari.
El propietari de la lampisteria és el Quim Noguera, germà de la Cinta. És amic de la Clara i comencen a sortir junts i es casen. Junts adopten el Max, fill d'una companya de cel·la de la Clara, quan aquesta mor.
La farmàcia és del Jaume Vidal i la Roser Balaguer, els pares d'en Jordi.
En el mercat, en una parada d'olives, hi treballa la Pilar, germana de la Roser. Se li mor un fill en un accident i li té gran estima al Ramón, que treballa amb ella. L'adopta com a fill seu.
La propietària de la perruqueria és la Vicenta, dona que decideix ser mare soltera. Durant l'embaràs li detecten una malaltia incurable, de manera que abans de morir li deixa a la Montse la perruqueria i li fa prometre que cuidarà del seu fill, l'Isaac.
A la perruqueria també hi treballa la Mari Esteve. Coneix un actor de telenovel·la, el Santi Cortés. Tenen una relació, però ho deixen anar quan ella queda embarassada. Per no estar sola, s'acaba casant amb el Ramon «de les olives».
La Paquita Miralles treballa de taxista. Es queda vídua del Genís i poc després descobreix que l'enganyava. Té una filla, la Marta Vanrell. La Marta treballa de prostituta durant un temps. També manté una relació amb el David Peris.

### Sisena temporada (2005-06)
La sisena temporada (2005-2006) va comportar un «canvi d'era» (en paraules dels guionistes) a la sèrie, car aquesta va passar d'estar ambientada a Sant Andreu a tenir Sants com a escenari, barri on es van haver de traslladar els Peris, després que s'arruïnessin per salvar el David de tornar a la presó, aquest cop per no poder pagar la indemnització que la vídua d'un dels passatgers morts a l'accident del creuer del Quim enfront a les costes de Menorca, on ell treballava de cuiner, els reclamava. Malgrat la renovació dels personatges que ha suposat el canvi de barri, molts dels de l'antiga etapa han seguit apareixent en alguns capítols de la temporada i fins i tot alguns s'han traslladat al barri mesos després que els Peris com, per exemple, en Francisco o la Remei. Durant l'etapa a Sants, els espectadors s'han fet seves ràpidament les històries de personatges com els Galiana, la Mercè o els professors de l'institut.

### Setena temporada (2006-07)
Entre els nous actors que han passat per la veterana sèrie hi ha grans noms com els de Joan Pera i Àngels Gonyalons, que van fer dues col·laboracions especials durant la setena temporada.

### Vuitena temporada (2007-08)
La vuitena temporada també incorpora novetats d'estil, ja que canvia totalment la imatge gràfica i també es passa de rodar del format tradicional (4:3) a rodar-se en panoràmic (16:9).
Dos anys després de deixar Sant Andreu, la vida dels Peris ha canviat molt. La Cinta, malalta i amb una esperança de vida molt baixa, decideix fer tot el possible perquè el Peris recuperi el seu bar a Sant Andreu. La mort de la seva dona fa que el Peris faci un pensament i decideixi començar de nou al seu barri de tota la vida amb la seva nova parella, l'Àngela, i amb la seva filla, la Carolina. Aquest retorn obre la porta a una nova etapa. A partir del 12 de setembre de 2007, la sèrie estrena director, careta de presentació, passa a estar rodada en alta definició, incorpora una desena de nous actors i recupera la majoria de personatges de Sant Andreu mantenint alguns dels protagonistes de Sants amb més tirada popular (en Fidel, en Beni, les 3 germanes, la Trini o els Benjumea).
Començarem el nostre relat amb un breu resum de l'últim capitol de la vuitena temporada, és a dir, el capitol que com cada any ens ofereix la nit del cor. En l'última d'aquestes nits, ens van deixar amb la intriga del que passaria amb la Clara després de matar a la Chus. Aquesta havia estat amenaçant la Clara amb la mort de tots els membres de la seva família, començant pel Max i de fet, a aquest darrer el va segrestar i després de salvar-lo i davant el Sergi i la resta de mossos d'esquadra, la Clara amb la pistola oficial del Sergi decideix posar fi a la vida de la Chus per evitar passar per tot allò altra vegada.
A l'inici de la 9a temporada ens n'assabentem que el jutge la va condemnar per deu anys de presó a la Clara per l'assassinat comès, i en Max, que no es resigna a acceptar aquest fet, insisteix a buscar un bon advocat que presenti un recurs que faci que li doni la llibertat condicional. Però s'haurà d'enfrontar al seu xicot Iago, en Beni i en Sergi, que l'insistiran perquè ho deixi córrer i faci la seva vida, cosa que ell no suportarà sentir.
En aquesta nova temporada també com és costum tenim nous personatges. En aquesta ocasió arriba una família de l'Hospitalet que compra el local on la Clara tenia el quiosc, per ficar-hi un basar anomenat SafirMèdia, en el que s'hi venen coses de joieria i aparells electrodomèstics i electrònics. Aquesta família està formada per tres membres: la Patricia i el seu fill Juli fruit d'un altre matrimoni, i també els acompanya l'actual marit l'Emili Urpinyell. Aquest darrer resulta ser, l'antic amant de la Remei amb qui va tenir el seu fill "Mateuet". Això generarà grans problemes amb la gent del barri, ja que aquesta noia l'acusa públicament d'assetjament i li retreu tot el mal que li ha fet.
Després de refer la relació, molt deteriorada la temporada passada per l'anada de l'Angela a Madrid per feina i la poca comprensió i acceptació d'aquesta feina per part d'en Peris, tots dos i la Carolina marxen cap a Madrid per una nova oferta de feina per l'Angela. Es tracta d'una pel·lícula que li han ofert, deixen el bar a càrrec d'en Fidel, qui tindrà problemes de diners a l'haver de fer-se càrrec de les despeses del bar i de l'Àlex, el seu fill, que s'ha mudat a viure amb el seu pare perquè la seva mare el trobava massa problemàtic.
La Pilar s'ha mudat a Sant Andreu amb la Roser marxant de Breda perquè no la podia deixar sola amb la malaltia que tenia, però ara sembla que les coses es capgiren, perquè últimament la Pilar no es troba gaire bé...
També hi ha una família nova, la Quima una àvia molt moderna, que en principi viu sola, és molt independent i força moderna. Un bon dia li apareixen a casa el seu fill que s'ha tornat a separar i els seus dos nets. Aquella pobra dona ja pot dir adéu a la seva independència. De fet semble que tindrà més feina amb el seu fill que no pas amb els nens.
Iniciant la temporada, també s'inicia el curs escolar, i en aquesta temporada tindran protagonisme una sèrie d'adolescents que van a l'institut del barri. Apareixen a l'institut en Juli, un alumne nou, és el fill de la Patricia (mare de la familia de l'Hospitalet que munta el basar), l'Àlex que també és nou a l'insti i al barri, fill del Fidel, en Jofre que és nou a la sèrie però representa que és del barri de tota la vida, i finalment dues noies l'Alba, filla del Fede (de la fusteria) i la Lluna, germana petita de la Marga (propietària de la floristeria del mercat). Tots ells són amics, però a poc a poc s'aniran separant per diferents desavinences. Al Juli li fan bulling els dos nois, l'Àlex i el Jofre, i li faran passar molt malament, fins i tot, agafa por d'anar a l'institut, ja que té tothom en contra, exceptuant l'Alba i sobretot la Lluna que l'ajudarà en tot el que pugui.

### Novena temporada (2008-09)
Iniciada el dia dilluns 8 de setembre de 2008, incorpora algunes novetats.

### Desena temporada (set 2009-des 2009)
La darrera temporada de la sèrie comença el 7 de setembre i arribarà al seu final abans de les vacances de Nadal. Serà una temporada evidentment més curta, que posarà el seu punt final poc abans d'haver assolit els dos mil capítols. En aquesta última tanda tornen alguns dels personatges clàssics de la telenovel·la: Núria, Montse, Narcís, Sàhara, Neus, Àngels, David, Marta, Regina, Ester, Pitu, Maise i el temut retorn del Tomàs, el violador (cinquena temporada), que surt de la presó amb ganes d'iniciar una nova vida intentant desterrar el passat.

## Personatges
Es calcula que per la sèrie ja han passat centenars de personatges. És habitual que al llarg de la temporada vagin disminuint el nombre d'actors però que aquests es renovin en començar una de nova. Això vol dir que el repartiment sempre està en constant canvi. No hi ha personatges principals, sinó que la sèrie és coral. Durant les primeres temporades va tenir un gran pes la família Bosch-Vidal-Balaguer, però després el centre d'atenció es va posar en la família Peris, cosa que es va fer més evident quan varen canviar de barri.
Hi ha dues menes de nuclis de relacions humanes que serveixen per presentar personatges amb les seves històries, les famílies, i els llocs tals com els bars, perruqueries o pensions.

## Directors argumentals
El cor de la ciutat va ser creada l'any 2000 per Jordi Galceran i Lluis Arcarazo, però en aquests anys el director argumental ha anat canviant, conferint a cada temporada un caire personal que les diferencia de les altres. 

Temporades 1 a 3 - Lluís Arcarazo

Temporada 4 - Maria Jaén

Temporada 5 - Manel Bonany

Temporada 6 - Lluis Arcarazo, Maria Jaén, Guillem Clua

Temporada 7 - Maria Jaén, Carmen Abarca, Jordi Falguera

Temporada 8 - Guillem Clua 

Temporada 9 - Manel Bonany 

Temporada 10 - Maria Jaén, Jordi Falguera

## La nit del cor
La nit del cor és un capítol especial que es fa al final de cada temporada el diumenge a la nit, la qual la seva duració és més llarga (una hora aproximadament), però en el que es resolen molts dels problemes i embolics de la sèrie, però també se n'obre algun d'interessat en el qual deixa a l'espectador tot intrigat (punt culminant) fins a la pròxima temporada. Tot seguit després del capítol es fa una gala al Teatre Nacional de Catalunya (TNC) on assisteixen tots els actors i actrius d'El cor de la ciutat, més alguns que sortiran a la temporada següent. També s'entreguen premis als actors, actrius, guionistes, etc.
Els presentadors són diferents cada any, excepte un parell de vegades: l'any 2005 i 2006 van ser presentades per Albert Om, Cristina Puig i Màbel Martí, del programa de TV3 El Club.

## Audiència
Des dels seus inicis El cor de la ciutat ha marcat rècords d'audiència en la història de la sobretaula de TV3. Malgrat la pèrdua d'audiència, deguda a una fragmentació i l'augment de canals, d'una temporada a una altra, va ser líder de la franja horària a Catalunya durant els 9 anys, 3 mesos i 12 dies d'emissió. L'evolució de la mitjana d'espectadors per temporada va ser la següent:
| Temporada | Capítols    | Període d'emissió       | Espectadors | Quota (%) |
| --------- | ----------- | ----------------------- | ----------- | --------- |
| Primera   | 1 a 209     | 11/09/2000 a 15/07/2001 | 658.000     | 39,8      |
| Segona    | 210 a 413   | 16/09/2001 a 14/07/2002 | 755.000     | 43,3      |
| Tercera   | 414 a 613   | 09/09/2002 a 13/09/2003 | 756.000     | 45,2      |
| Quarta    | 614 a 813   | 15/09/2003 a 11/07/2004 | 734.000     | 42,2      |
| Cinquena  | 814 a 1014  | 13/09/2004 a 10/07/2005 | 713.000     | 41,7      |
| Sisena    | 1015 a 1219 | 12/09/2005 a 16/07/2006 | 629.000     | 35,1      |
| Setena    | 1220 a 1423 | 12/09/2006 a 15/07/2007 | 531.000     | 29,8      |
| Vuitena   | 1424 a 1624 | 12/09/2007 a 13/07/2008 | 459.000     | 25,6      |
| Novena    | 1625 a 1831 | 08/09/2008 a 19/07/2009 | 378.000     | 20,1      |
| Desena    | 1832 a 1906 | 07/09/2009 a 23/12/2009 | -           | -         |

## Curiositats
- La pinça birmana és una hipotètica pràctica sexual inventada pels guionistes del Cor de la Ciutat. Ni en el capítol en què es fa servir s'explica com es realitza. Maria Jaén, guionista de la sèrie durant set anys tampoc no ha revelat la naturalesa d'aquesta pràctica.[4] Amb tot la pràctica ha causat molt d'impacte a blogs i fòrums d'internet.[5]

L'any 2007 va obtenir el Premi Lliri de l'Associació de Dones Periodistes de Catalunya.